# Suzuki CV1
Suzuki CV1 — микроавтомобиль, выпускавшийся с 1981 по 1985 год японской компанией Suzuki.

## Описание
Впервые Suzuki CV1 был представлен в 1981 году на 24-м Токийском автосалоне под названием Suzuki Community Vehicle. CV1 — одноместное однодверное четырёхколёсное транспортное средство с зауженной задней колеёй. Кузов изготовлен из стекловолокна. Первоначально заявленная максимальная скорость составляла 30 км/ч. Цена на японском рынке составляла 300000 иен. Всего было выпущено 50—100 экземпляров.
После правительственного рассмотрения было установлено, что CV1 требует для управления водительских прав не на мопед, а на автомобиль (для чего требовался только письменный тест). Таким образом, максимальная скорость была увеличена до 60 км/ч.
Со всех сторон Suzuki CV1 были расположены окна, сдвигаемые вверх. Модели ранних выпусков имели одну фару.

В 1985 году Suzuki CV1 был снят с производства в связи с изменениями японских законов о лицензировании.
- Вид спереди
- Вид сзади